# Wasserbourg
Wasserbourg (deutsch Wasserburg, elsässisch Wasserburig) ist eine französische Gemeinde mit 467 Einwohnern (Stand 1. Januar 2022) im Département Haut-Rhin in der Region Grand Est (bis 2015 Elsass). Wasserbourg ist Mitglied des Gemeindeverbands Vallée de Munster. Das Gemeindegebiet gehört zum Regionalen Naturpark Ballons des Vosges.

## Geographie
Die Gemeinde liegt im Krebsbachtal, einem Seitental des Münstertals am Fuße des Kahlen Wasen. Nördlich über dem Ort thront auf einer 738 Meter hohen Bergkuppe die Ruine Wasserburg (Wassenberg, fälschlich auch Strohburg; 13. Jahrhundert).

## Geschichte
Von 1871 bis zum Ende des Ersten Weltkrieges gehörte Wasserburg als Teil des Reichslandes Elsaß-Lothringen zum Deutschen Reich und war dem Kreis Colmar im Bezirk Oberelsaß zugeordnet.

## Bevölkerungsentwicklung

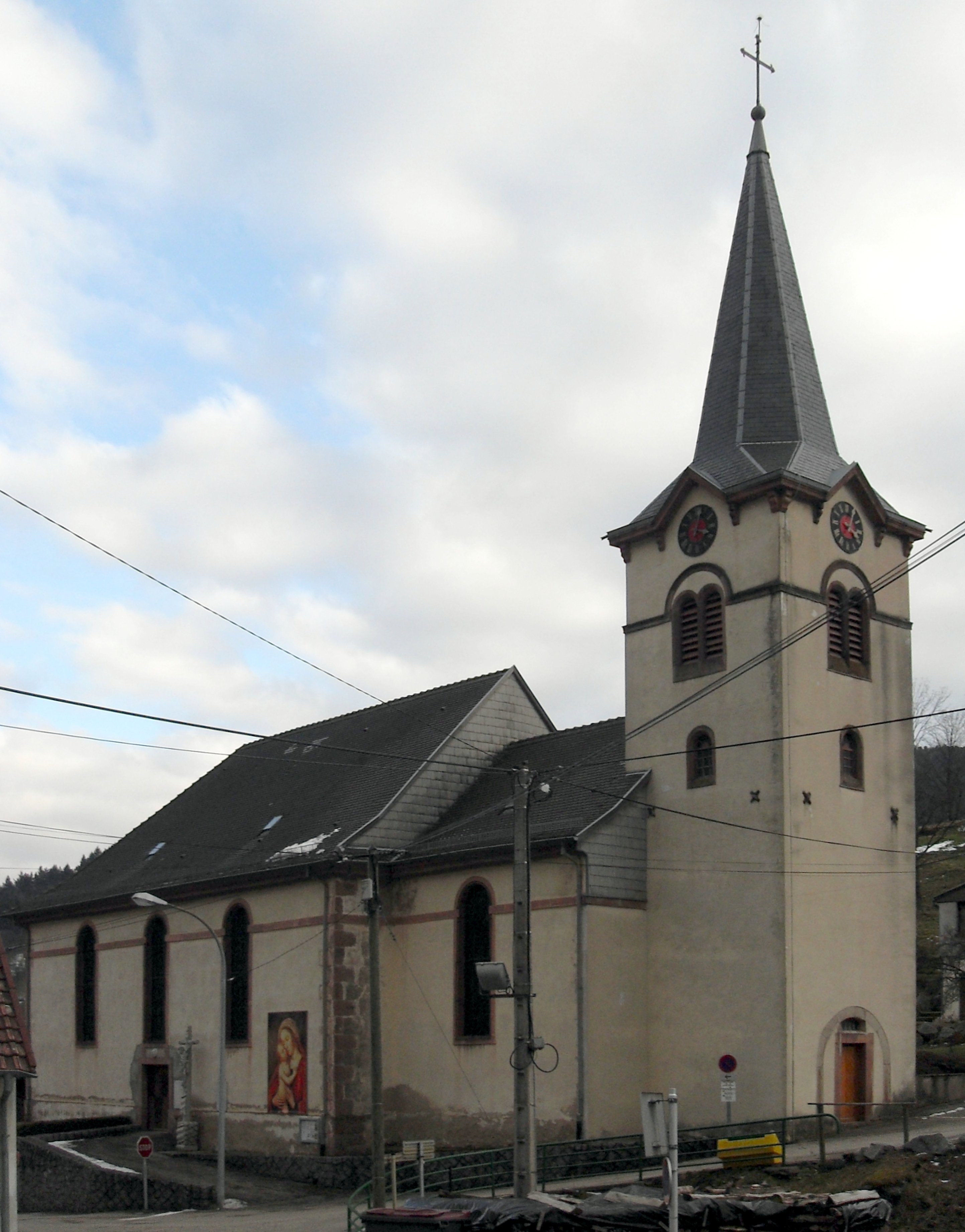
Kirche St. Michael

| Jahr      | 1910 | 1962 | 1968 | 1975 | 1982 | 1990 | 1999 | 2007 | 2017 |
| Einwohner | 482  | 290  | 308  | 265  | 271  | 425  | 473  | 490  | 463  |